# 阿尔德亚恩卡沃
阿尔德亚恩卡沃，是西班牙卡斯蒂利亚-拉曼恰托莱多省的一个市镇。总面积26平方公里，总人口186人（2001年），人口密度7人/平方公里。